# Pyura erythrostoma
Pyura erythrostoma is een zakpijpensoort uit de familie van de Pyuridae. De wetenschappelijke naam van de soort is voor het eerst geldig gepubliceerd in 1834 door Quoy & Gaimard.